# A Washington Huskies nőiröplabda-csapata
A Washington Huskies nőiröplabda-csapata a Pac-12 Conference tagjaként képviseli a Washingtoni Egyetemet. A csapat vezetőedzője Keegan Cook.

## Története
2001-ben Jim McLaughlin lett a vezetőedző; a csapat 2001-ben 11 győzelmet szerzett; 2003 óta soha nem veszítettek kilencnél több mérkőzésen.
2004-ben a csapat elnyerte a Pac-10 bajnoki címét, McLaughlin pedig az AVCA Év Edzője címét. A csapat 2005-ben a San Antonió-i Alamodome-ban legyőzte a Nebraska Cornhuskerst. McLaughlin az NCAA történetének első röplabdaedzője, aki alatt férfi és női csapat is bajnoki címet szerzett. 2006-ban a Huskies a nemzeti elődöntőig jutott.
A röplabdacsapat a 2013-as NCAA-elődöntőben kikapott a Penn State Nittany Lions ellen.

## Vezetőedzők
| Edző            | Aktív évek |
| --------------- | ---------- |
| Joyce Johnson   | 1974–75    |
| Carol Garringer | 1976–77    |
| Steve Suttich   | 1978–83    |
| Lindy Vivas     | 1984–87    |
| Debbie Buse     | 1988–91    |
| Bill Neville    | 1991–2000  |
| Jill McLaughlin | 2001–14    |
| Keegan Cook     | 2015–      |

## Eredmények szezononként
| Szezon                                                 | Eredmény                                            | Eredmény                                            | Helyezés                                            | Továbbjutás                                         |
| Szezon                                                 | Összesített                                         | Konferencia                                         | Helyezés                                            | Továbbjutás                                         |
| Vezetőedző: Jim McLaughlin (Pac-10/Pac-12, 2001–14)    | Vezetőedző: Jim McLaughlin (Pac-10/Pac-12, 2001–14) | Vezetőedző: Jim McLaughlin (Pac-10/Pac-12, 2001–14) | Vezetőedző: Jim McLaughlin (Pac-10/Pac-12, 2001–14) | Vezetőedző: Jim McLaughlin (Pac-10/Pac-12, 2001–14) |
| ------------------------------------------------------ | --------------------------------------------------- | --------------------------------------------------- | --------------------------------------------------- | --------------------------------------------------- |
| 2001                                                   | 11–16                                               | 4–14                                                | 8.                                                  | –                                                   |
| 2002                                                   | 20–11                                               | 9–9                                                 | T–5.                                                | NCAA                                                |
| 2003                                                   | 23–9                                                | 10–8                                                | T–5.                                                | NCAA                                                |
| 2004                                                   | 28–3                                                | 16–2                                                | 1.                                                  | NCAA                                                |
| 2005                                                   | 32–1                                                | 16–1                                                | 2.                                                  | NCAA                                                |
| 2006                                                   | 29–5                                                | 15–3                                                | T–2.                                                | NCAA                                                |
| 2007                                                   | 27–4                                                | 15–3                                                | 2.                                                  | NCAA                                                |
| 2008                                                   | 27–5                                                | 15–3                                                | 2.                                                  | NCAA                                                |
| 2009                                                   | 24–6                                                | 13–5                                                | T–2.                                                | NCAA                                                |
| 2010                                                   | 24–9                                                | 10–8                                                | 5.                                                  | NCAA                                                |
| 2011                                                   | 24–8                                                | 15–7                                                | T–4.                                                | NCAA                                                |
| 2012                                                   | 25–7                                                | 14–6                                                | T–4.                                                | NCAA                                                |
| 2013                                                   | 30–3                                                | 18–2                                                | 1.                                                  | NCAA                                                |
| 2014                                                   | 31–3                                                | 18–2                                                | 2.                                                  | NCAA                                                |
| Eredmény:                                              | 355–90                                              | 188–73                                              | –                                                   | –                                                   |
| Vezetőedző: Keegan Cook (Pac-12, 2015–)                |                                                     |                                                     |                                                     |                                                     |
| 2015                                                   | 32–3                                                | 18–2                                                | T–1.                                                | NCAA                                                |
| 2016                                                   | 29–5                                                | 16–4                                                | 1.                                                  | NCAA                                                |
| 2017                                                   | 25–8                                                | 14–6                                                | T–2.                                                | NCAA                                                |
| 2018                                                   | 20–13                                               | 10–10                                               | T–6.                                                | NCAA                                                |
| 2019                                                   | 27–7                                                | 15–5                                                | 2.                                                  | NCAA                                                |
| 2020                                                   | 20–4                                                | 17–3                                                | 1.                                                  | NCAA                                                |
| Eredmény:                                              | 153–40                                              | 90–30                                               | –                                                   | –                                                   |
| Összesen:                                              | 508–130                                             | –                                                   | –                                                   | –                                                   |
| Jelmagyarázat: Konferenciaszezon-bajnok Nemzeti bajnok |                                                     |                                                     |                                                     |                                                     |

## Nevezetes személyek
- Bianca Rowland[11]
- Christal Morrison[12]
- Courtney Schwan[13]
- Courtney Thompson[14]
- Jill Collymore[15]
- Kara Bajema[16]
- Krista Vansant[17]
- Leslie Gabriel[18]
- Melinda Beckenhauer[19]
- Sanja Tomasevic[20]
- Stevie Mussie[21]
- Tamari Miyashiro[22]

## Visszavonultatott mezszámok
| Szám | Játékos           |
| ---- | ----------------- |
| 3    | Courtney Thompson |
| 16   | Krista Vansant    |

## Fordítás
- Ez a szócikk részben vagy egészben  a   Washington Huskies women's volleyball című angol Wikipédia-szócikk ezen változatának fordításán alapul.  Az eredeti cikk szerkesztőit annak laptörténete sorolja fel. Ez a jelzés csupán a megfogalmazás eredetét és a szerzői jogokat jelzi, nem szolgál a cikkben szereplő információk forrásmegjelöléseként.